# Mālpils

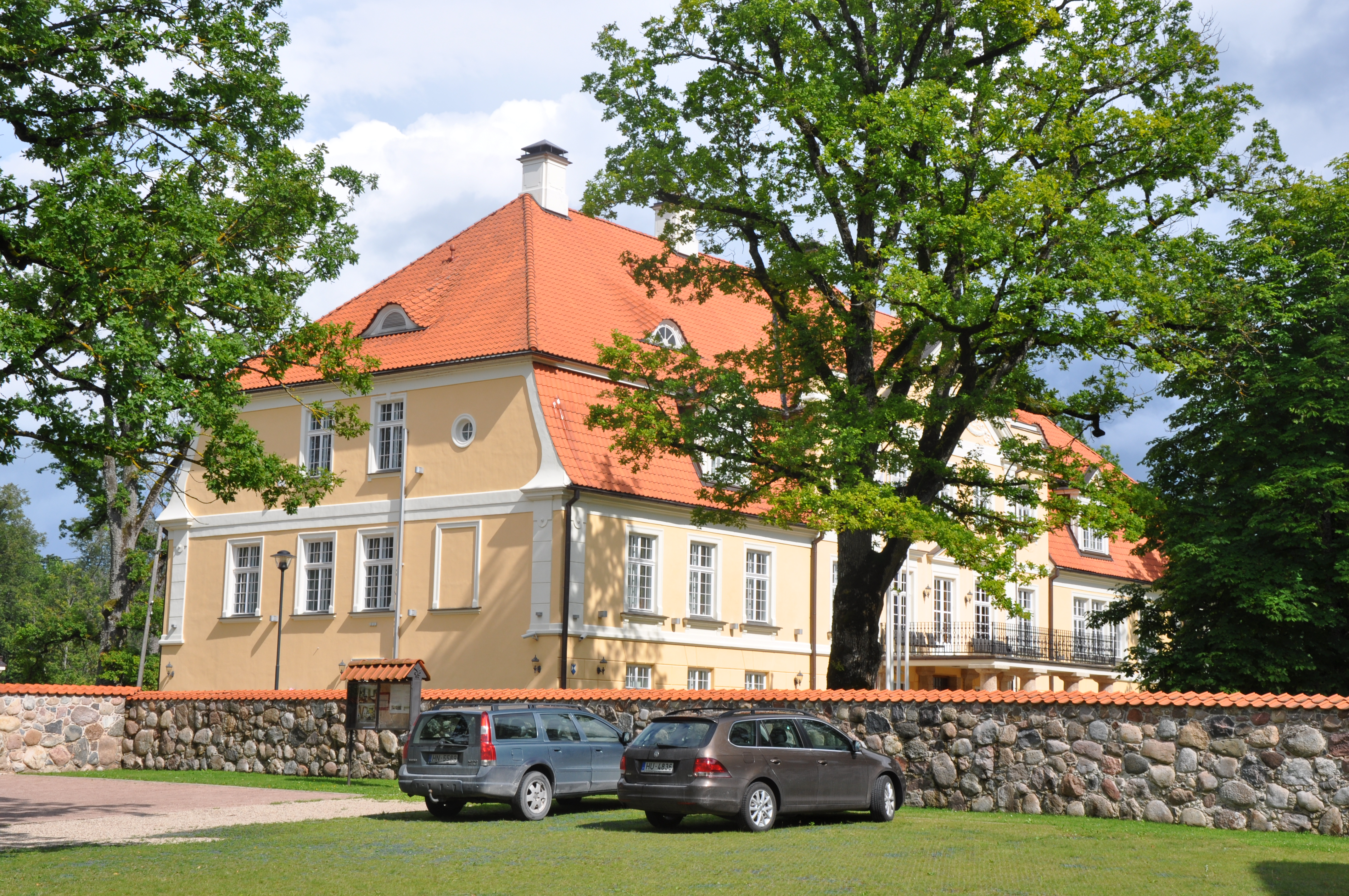
Kasteel Mālpils

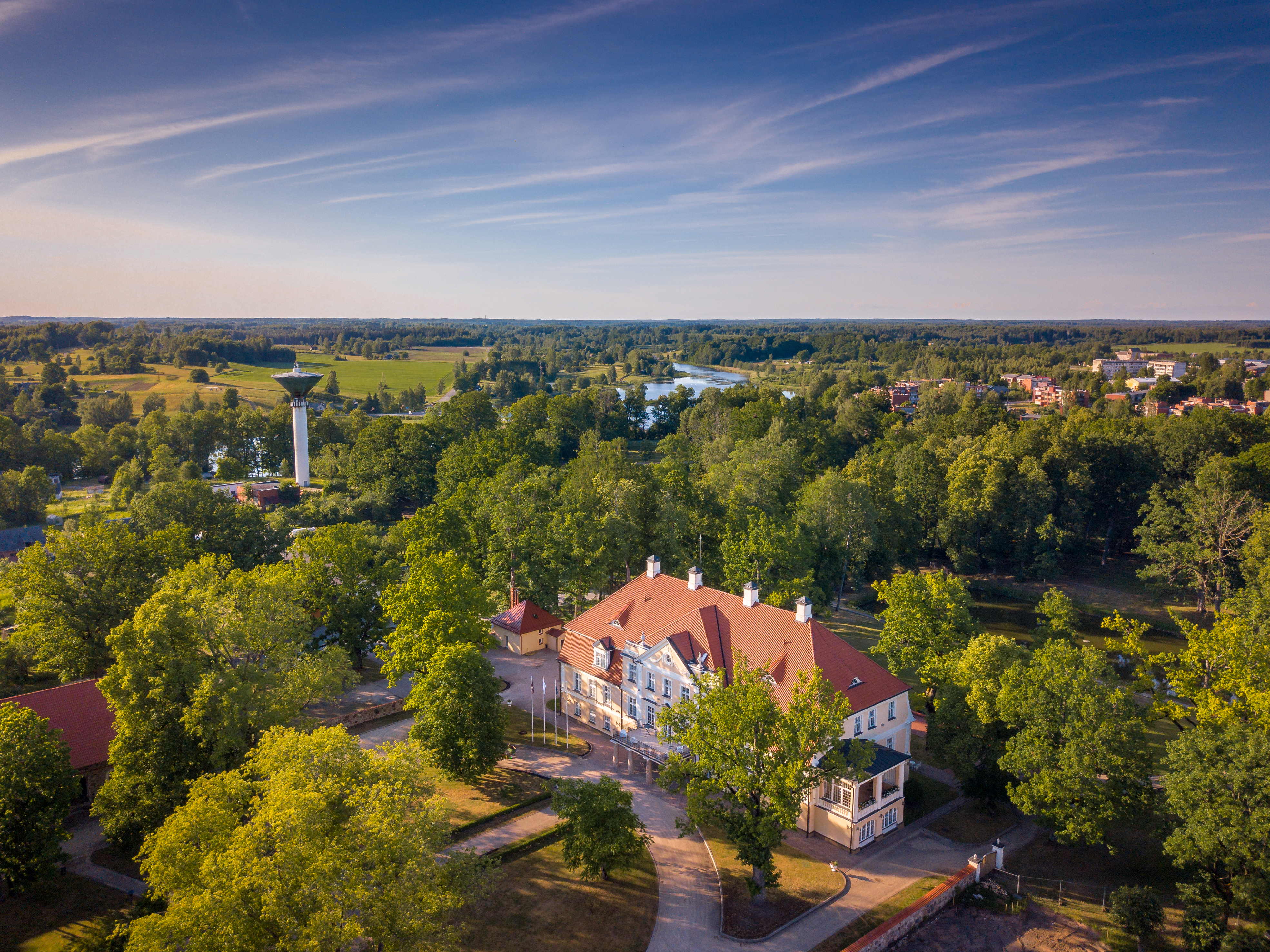
Op de voorgrond het kasteel, rechtsboven het noordelijke deel van het dorp. Centraal staat een deel van het park.

Mālpils is een plaats in het noordoosten van Letland, die behoort tot de gemeente Siguldas novads. Het staat vooral bekend om zijn kasteel, dat uit de vijftiende eeuw stamt.

## Geschiedenis
Tussen 1386 en 1413 ontstond bij het huidige Mālpils de vesting Lemburg van de Duitse Orde. Het huidige kasteel dateert uit de 15e eeuw. In 1577 werd de het kasteel bezet door troepen van de Deense vorst Magnus.
Het dorp werd gebouwd rond de Goede Lemburg, die na de Zweedse verovering in 1622 werd gesticht. In 1693 hebben de Zweden er een dorpsschool opgericht.
De leider van Lijfland, Gustav von Taube, werd in 1760 eigenaar van het kasteel en legde het huidige centraal park aan. In 1766 werd er een stenen kerk gebouwd. In 1845 veranderden veel van de plaatselijke boeren van geloof en stichtten een Russisch-orthodoxe gemeenschap. Nadat het kasteel tijdens de Russische Revolutie in 1905 was afgebrand, werd begonnen met een reconstructie. In 1920 werd het landgoed onteigend en verdeeld in 166 boerderijen voor nieuwe boeren. Het kasteel deed daarna dienst als school en recreatiewoning voor soldaten.
Na de Tweede Wereldoorlog was er een bekende school bouwkunde in het dorp, die inmiddels weg is. Sindsdien groeide de bevolking, die in 1935 nog uit 279 inwoners bestond, maar nu tot ruim 3000 inwoners is uitgegroeid.
Na de val van de Sovjet-Unie werd hier de gemeente Malpils gevestigd.
De gerestaureerde landgoedgebouwen werden in 2008 geopend ter gelegenheid van de 150e verjaardag van de architect Bockslaff en doen nu dienst als exclusief hotel. In het kasteel vinden regelmatig feesten en bruiloften plaats, en er is een hotel in gevestigd. In het kasteel werd de Russische serie Mālpils opgenomen.